# 塩谷駅
塩谷駅（しおやえき）は、北海道小樽市塩谷2丁目にある北海道旅客鉄道（JR北海道）函館本線の駅である。駅番号はS16。電報略号はシホ。事務管理コードは▲130114。

## 歴史

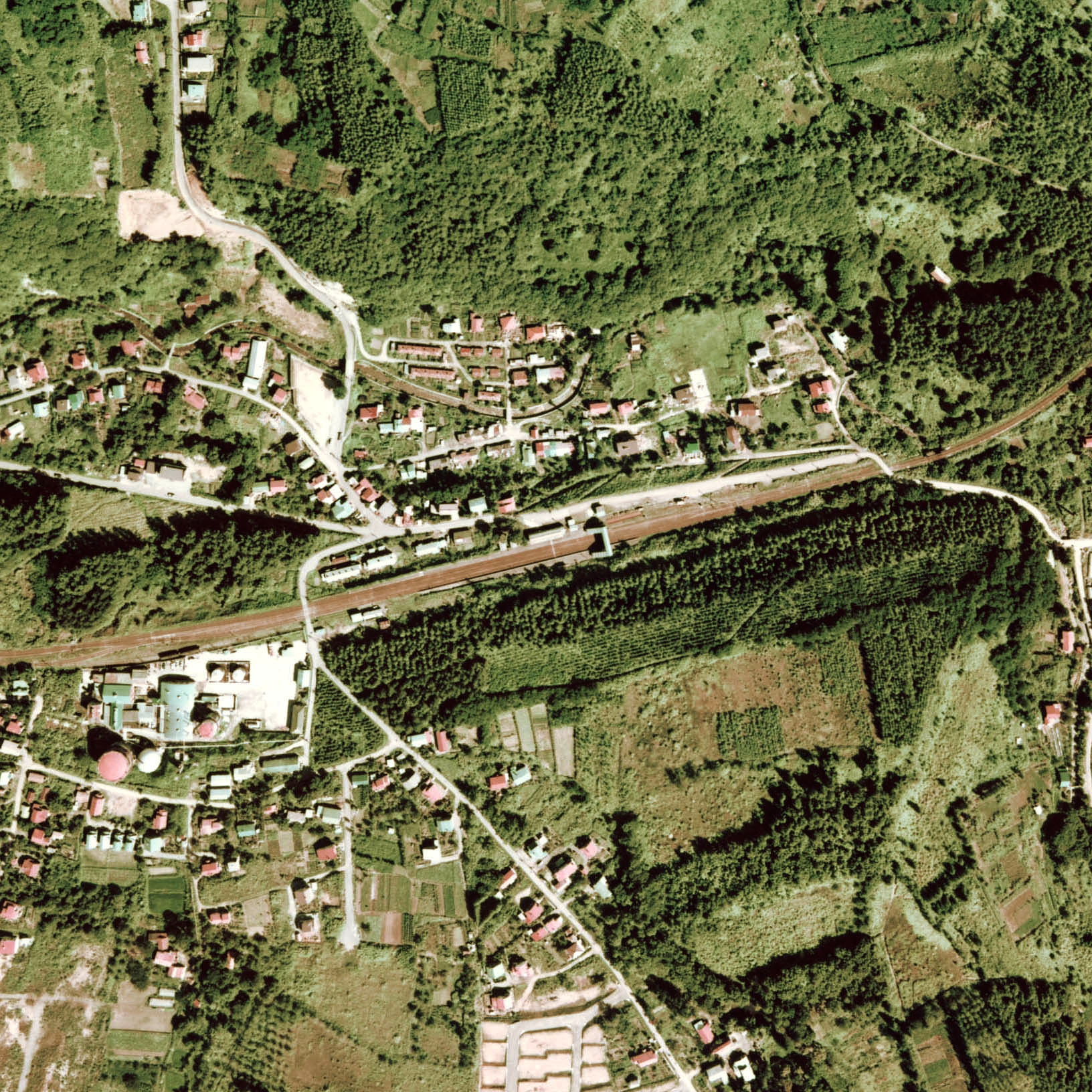
1976年の塩谷駅と周囲約750m範囲。左側が長万部方面。駅裏長万部側の北海道ガス小樽工場前へ専用線が伸び、タンク車が2台留置されている。この工場の設立は古く、大正12年版全国専用線一覧に既に記載されている。駅舎横の小樽側に貨物ホームと引込み線を持つ。

- 1903年（明治36年）6月28日：北海道鉄道 蘭島駅 - 小樽中央駅（現在の小樽駅）間の開業に伴い、同線の駅として開業。一般駅[2]。
- 1907年（明治40年）7月1日：北海道鉄道の国有化に伴い、国有鉄道に移管[2]。
- 1909年（明治42年）10月12日：国有鉄道線路名称制定に伴い、函館本線の駅となる。
- 1912年（大正元年）：北海道瓦斯會社（後の北海道ガス、以下北ガスと表記）小樽工場開設（工場は2005年閉鎖）に伴い、同工場への専用線を敷設。
  - この工場では小樽市に都市ガスを供給しており、室蘭港から当駅まで原料のナフサ・ブタンを輸送していた[5]。
- 1949年（昭和24年）6月1日：日本国有鉄道法施行に伴い、日本国有鉄道（国鉄）に継承。
- 1982年（昭和57年）
  - 6月4日：札幌鉄道管理局（以下、札鉄局）から局長名で小樽市長あてに当駅貨物業務を同年11月ダイヤ改正で廃止とする申し入れ[5]。
    - ただし当駅には北ガスの専用線が接続してナフサなどを輸送しており、前述のようにトラック輸送への転換は周辺住民の保安上の問題や都市ガス価格への波及が心配され、専用線の存続が市議会に陳情された[5]。

  - 9月10日：札鉄局から北ガス小樽営業所へ11月14日付での専用線契約の解除を通告。これに対して市は専用線継続を申し入れ[5]。
  - 9月13日：札幌通産局が同局に札鉄局、北ガス、小樽市の代表者を呼び4社協議を実施するが結論は出ず[5]。その後も塩谷地区の4つの町会が自動車輸送の絶対反対を掲げて市に陳情[5]。
  - 11月8日：札鉄局が「現段階では予定どおりの実施は困難」として当初計画を断念して、専用線契約解除を撤回。翌1983年（昭和58年）秋ダイヤ改正まで延期[5]。
- 1983年（昭和58年）
  - 7月21日：国鉄から合理化計画に基づく当駅含めた市内各駅の駅業務体制見直しを、小樽市の同意を前提に1984年（昭和59年）2月1日実施予定として、市側に協力要請[5]。
    - 当駅については乗車券発売を廃止、荷物取り扱いを取り扱い駅までの無料託送のみ認めて廃止、小荷物・貨物は全廃の方針とされた[5]。

  - 10月17日：札鉄局から市議会総務常任委員会へ当駅の専用線の問題について協力要請[5]。
    - これと別に札鉄局長から市に対して翌1984年（昭和59年）2月ダイヤ改正に合わせた廃止について協力要請された。市側では北海道道小樽環状線の整備までの存続を要請したが、札鉄局側は時間的に余裕がないとして、「見切り発車せざるを得ない」とした[5]。
- 1984年（昭和59年）
  - 2月1日：貨物・荷物取扱廃止[2]、特例で北ガス専用線は存続[6]。
  - 3月31日：無人化[3][5]。旅客部門合理化に関しては市の同意がないまま実施となった[5]。
  - 8月31日：北ガス専用線廃止（タンクローリー輸送に転換）により貨物取扱完全廃止[5]。
    - これに合わせて輸送ルートになった道道小樽環状線のうち塩谷市街寄りの未整備狭小区間について橋の架替え、待避所4箇所の設置、踏切改良を実施した[5]。
- 1987年（昭和62年）4月1日：国鉄分割民営化に伴い、北海道旅客鉄道（JR北海道）の駅となる[2]。
- 1989年（平成元年）：駅舎改築[7]。
- 2007年（平成19年）10月1日：駅ナンバリングを実施[8]。

### 駅名の由来
所在地名より。アイヌ語の「スヤ（su-ya）」（鍋・岩）、あるいは「ソヤ（so-ya）」（岩・岸）に由来するとされるがはっきりしない。

## 駅構造
相対式ホーム2面2線を有する地上駅。ホーム間の連絡は、小樽寄りに設けられた跨線橋によって行われる。かつては中線と、2番線（小樽方面ホーム）の小樽寄りに貨物側線、貨物ホームを有していた。現在も2番線の跨線橋脇に貨物側線と貨物ホームの末端部が残っている。
2番線ホーム横に小さな駅舎を持つ。小樽駅管理の無人駅である。

### のりば
| 番線 | 路線      | 方向 | 行先             |
| ---- | --------- | ---- | ---------------- |
| 1    | ■函館本線 | 上り | 然別・倶知安方面 |
| 2    | ■函館本線 | 下り | 小樽・札幌方面   |

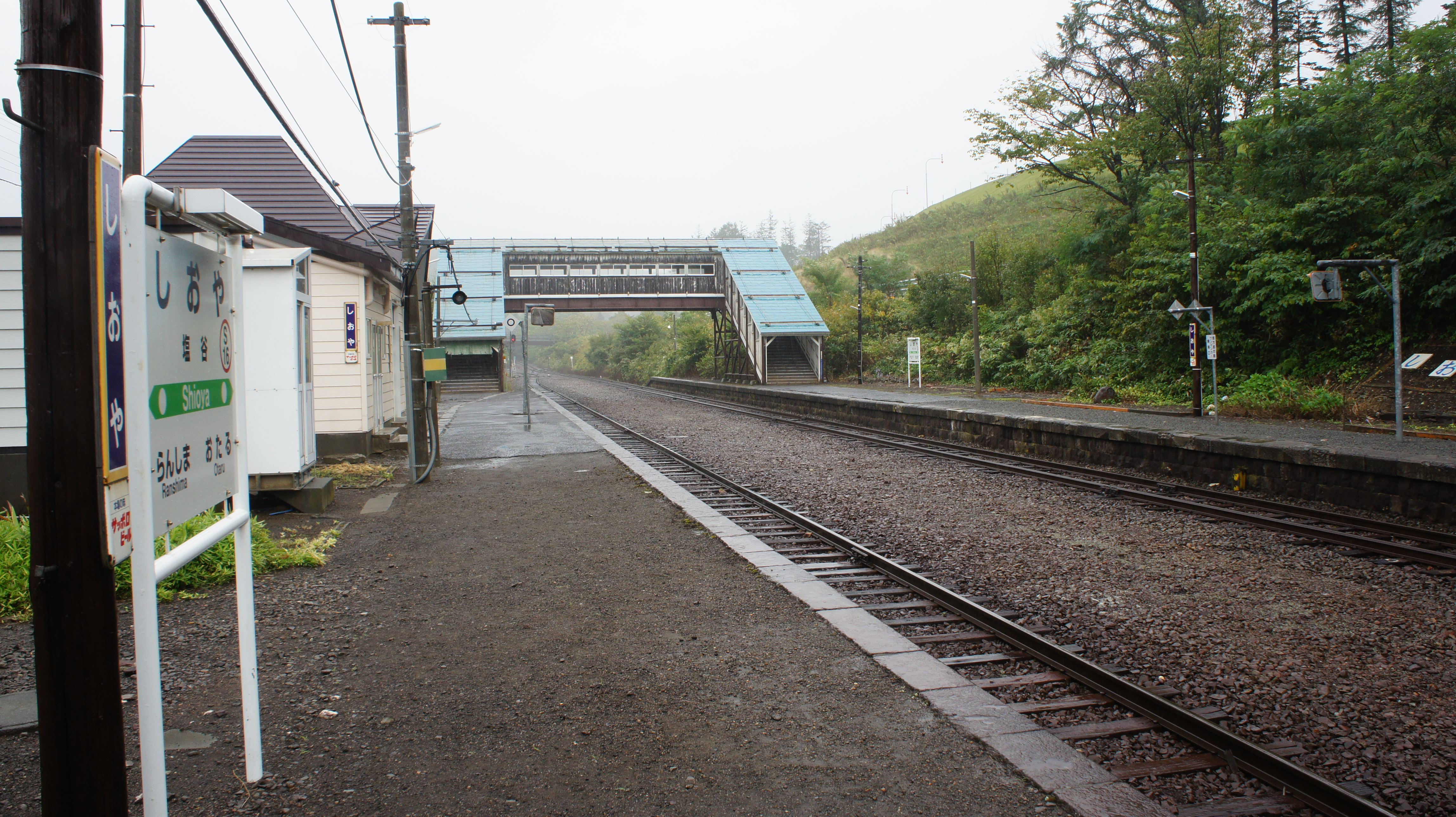
ホーム（2018年9月）
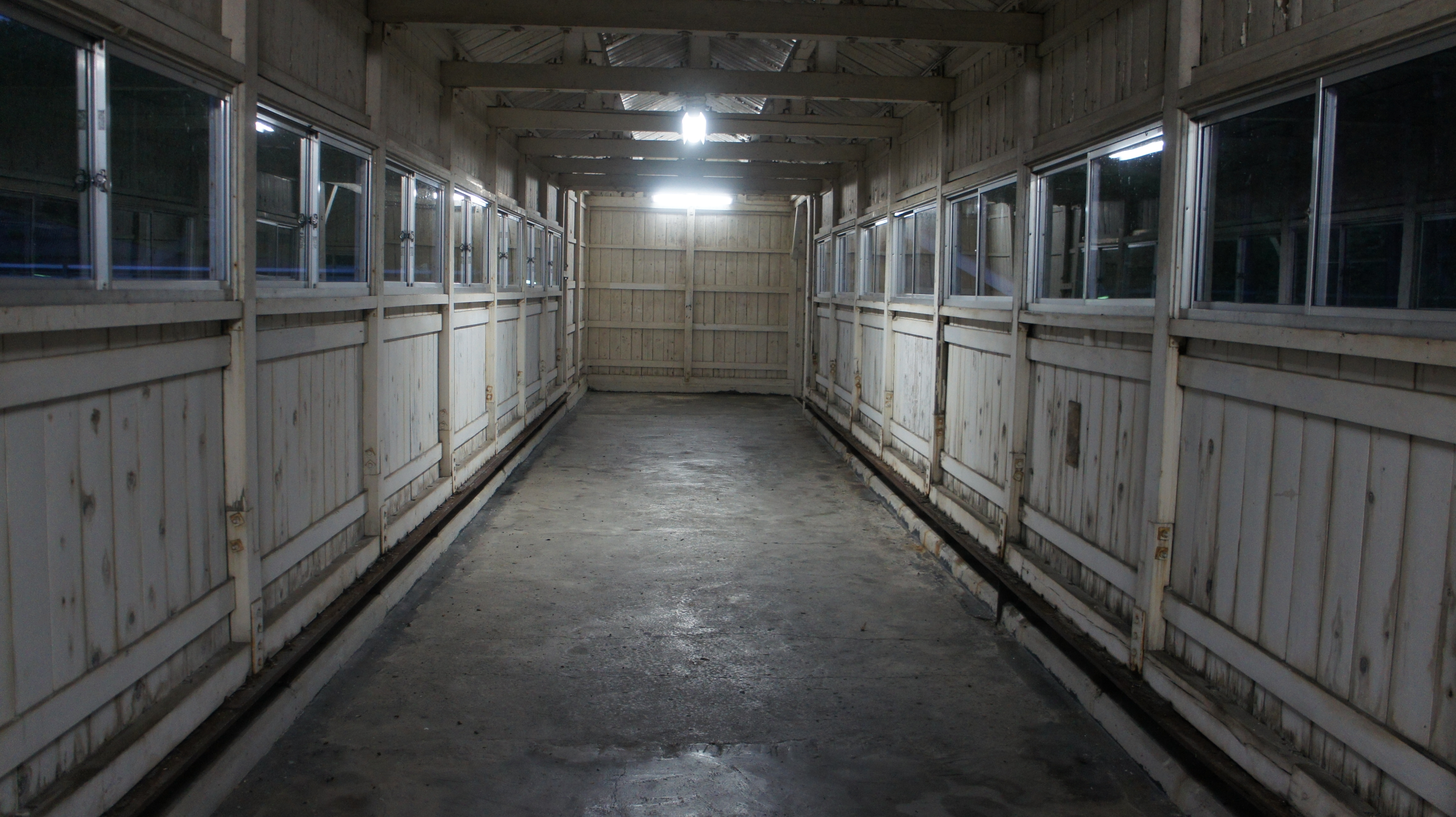
跨線橋（2017年8月）
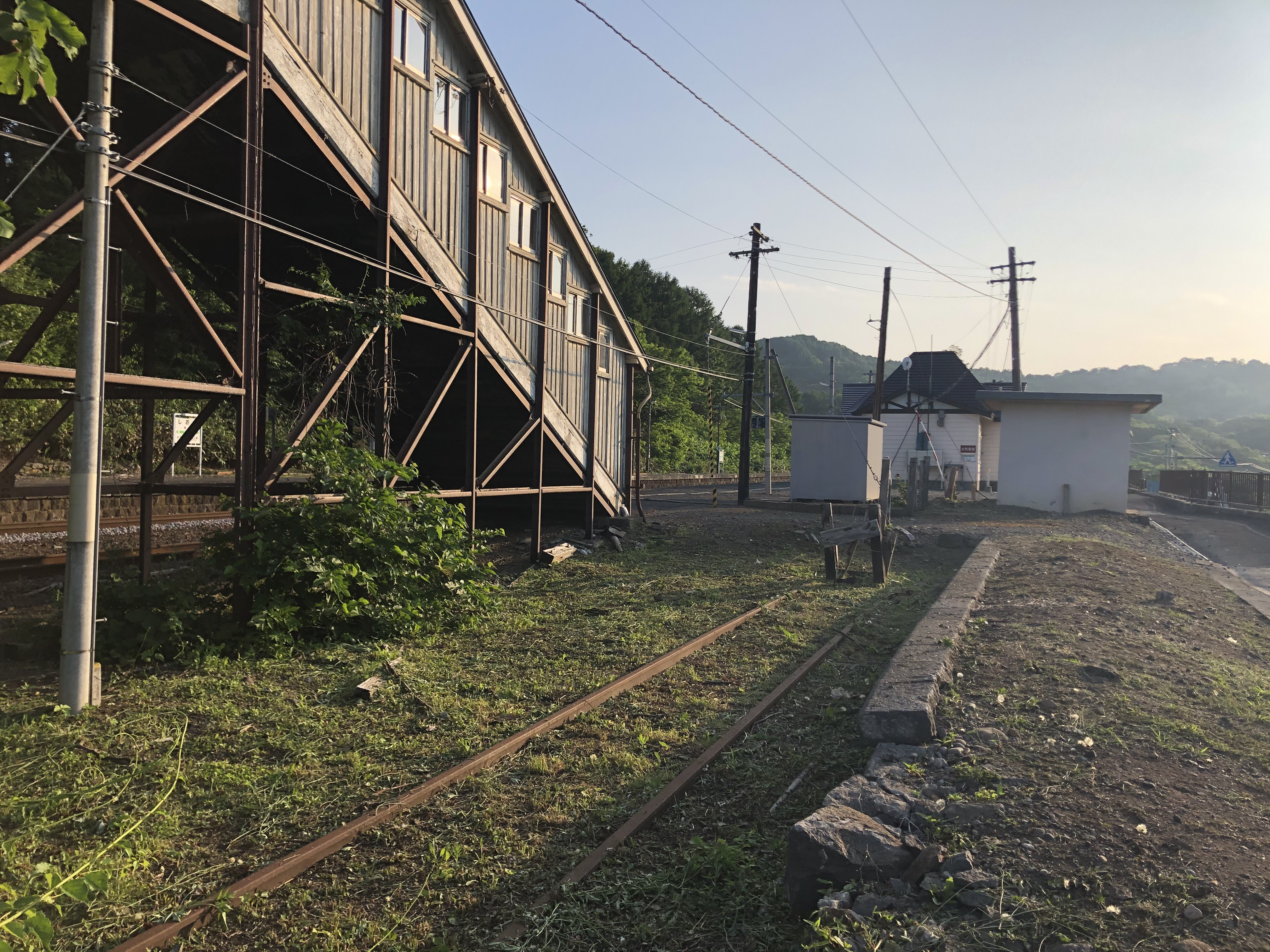
貨物側線および貨物ホームの跡。ホームの一部やレール、車止めが残されている（2021年7月）

## 利用状況
乗車人員の推移は以下の通り。年間の値のみ判明している年度は日数割で算出した参考値を括弧書きで示す。出典が「乗降人員」となっているものについては1/2とした値を括弧書きで乗車人員の欄に示し、備考欄で元の値を示す。
また、「JR調査」については、当該の年度を最終年とする過去5年間の各調査日における平均である。
| 年度               | 乗車人員（人） | 乗車人員（人） | 乗車人員（人） | 出典              | 備考                                 |
| 年度               | 年間           | 1日平均        | JR調査         | 出典              | 備考                                 |
| ------------------ | -------------- | -------------- | -------------- | ----------------- | ------------------------------------ |
| 1958年（昭和33年） | 346,079        | (948.2)        |                | [ 10 ]            |                                      |
| 1959年（昭和34年） | 338,000        | (923.5)        |                | [ 11 ] [ 注釈 2 ] | 以下、年間値は千人単位のものを人換算 |
| 1960年（昭和35年） | 297,000        | (813.7)        |                | [ 11 ] [ 注釈 2 ] |                                      |
| 1961年（昭和36年） | 228,000        | (624.7)        |                | [ 11 ] [ 注釈 2 ] |                                      |
| 1962年（昭和37年） | 193,000        | (528.8)        |                | [ 11 ] [ 注釈 2 ] |                                      |
| 1963年（昭和38年） | 193,000        | (528.8)        |                | [ 11 ] [ 注釈 2 ] |                                      |
| 1964年（昭和39年） | 196,000        | (535.5)        |                | [ 11 ] [ 注釈 2 ] |                                      |
| 1965年（昭和40年） | 200,000        | (547.9)        |                | [ 11 ] [ 注釈 2 ] |                                      |
| 1966年（昭和41年） | 198,000        | (542.5)        |                | [ 11 ] [ 注釈 2 ] |                                      |
| 1967年（昭和42年） | 173,000        | (474.0)        |                | [ 11 ] [ 注釈 2 ] |                                      |
| 1968年（昭和43年） | 171,000        | (467.2)        |                | [ 11 ] [ 注釈 2 ] |                                      |
| 1969年（昭和44年） | 157,000        | (430.1)        |                | [ 11 ] [ 注釈 2 ] |                                      |
| 1970年（昭和45年） | 138,000        | (378.1)        |                | [ 11 ] [ 注釈 2 ] |                                      |
| 1971年（昭和46年） | 136,000        | (372.6)        |                | [ 11 ] [ 注釈 2 ] |                                      |
| 1972年（昭和47年） | 137,000        | (374.3)        |                | [ 11 ] [ 注釈 2 ] |                                      |
| 1973年（昭和48年） | 129,000        | (353.4)        |                | [ 11 ] [ 注釈 2 ] |                                      |
| 1974年（昭和49年） | 135,000        | (369.9)        |                | [ 11 ] [ 注釈 2 ] |                                      |
| 1975年（昭和50年） | 127,000        | (347.9)        |                | [ 11 ] [ 注釈 2 ] |                                      |
| 1976年（昭和51年） | 132,000        | (360.7)        |                | [ 11 ] [ 注釈 2 ] |                                      |
| 1977年（昭和52年） | 121,000        | (331.5)        |                | [ 11 ] [ 注釈 2 ] |                                      |
| 1978年（昭和53年） | 121,000        | (331.5)        |                | [ 11 ] [ 12 ]     |                                      |
| 1979年（昭和54年） | 120,000        | 335.0          |                | [ 11 ]            |                                      |
| 1980年（昭和55年） | 116,000        | (316.9)        |                | [ 11 ]            |                                      |
| 1981年（昭和56年） | 107,000        | (293.2)        |                | [ 11 ]            |                                      |
| 1982年（昭和57年） | 104,000        | (284.9)        |                | [ 11 ]            |                                      |
| 1983年（昭和58年） | 98,000         | (268.5)        |                | [ 11 ]            |                                      |
| 1984年（昭和59年） | 98,000         | (267.8)        |                | [ 11 ]            |                                      |
| 1985年（昭和60年） | 97,000         | (265.8)        |                | [ 11 ]            |                                      |
| 1986年（昭和61年） | 64,000         | (175.3)        |                | [ 11 ]            |                                      |
| 2017年（平成29年） |                |                | 48.6           | [ 13 ]            |                                      |
| 2018年（平成30年） |                |                | 46.4           | [ 14 ]            |                                      |

## 駅周辺
- 徳源寺（江戸時代に開山。徒歩10分ほどの距離にある。小樽市指定歴史的建造物第59号）
- 塩谷神社（江戸時代に創建。徒歩15分程度）
- 北海道道956号小樽環状線（当駅の北側を通り、小樽寄りで函館本線をオーバーパスする。）
- 国道5号
- 北海道中央バス・ニセコバス「塩谷」停留所（国道5号線沿い。当駅から約1.5km）
- 塩谷海水浴場（当駅より約1.6km、上記のバス停至近。）
- 小樽警察署塩谷駐在所
- 北後志東部広域農道
- 後志自動車道小樽塩谷インターチェンジ

## その他
- 1967年（昭和42年）、東映製作の映画『旅路』の舞台として、当駅が登場するが、ロケ自体は岩内線幌似駅を当駅に見立てて撮影が行われた。
- 1975年（昭和50年）、男はつらいよ「男はつらいよ 寅次郎相合い傘」。寅さん、リリィ、パパさんら三人が駅で夜を明かしている[15]。

## 隣の駅
北海道旅客鉄道（JR北海道）
■函館本線

蘭島駅 (S17) - 塩谷駅 (S16) - 小樽駅 (S15)